# Grandvelle-et-le-Perrenot
Grandvelle-et-le-Perrenot és un municipi francès situat al departament de l'Alt Saona i a la regió de Borgonya - Franc Comtat. L'any 2007 tenia 334 habitants.

## Demografia

### Població
El 2007 la població de fet de Grandvelle-et-le-Perrenot era de 334 persones. Hi havia 120 famílies, de les quals 22 eren unipersonals (13 homes vivint sols i 9 dones vivint soles), 47 parelles sense fills i 51 parelles amb fills.
La població ha evolucionat segons el següent gràfic:
Habitants censats

### Habitatges
El 2007 hi havia 133 habitatges, 123 eren l'habitatge principal de la família, 3 eren segones residències i 7 estaven desocupats. 132 eren cases i 1 era un apartament. Dels 123 habitatges principals, 108 estaven ocupats pels seus propietaris, 11 estaven llogats i ocupats pels llogaters i 4 estaven cedits a títol gratuït; 4 tenien dues cambres, 7 en tenien tres, 22 en tenien quatre i 89 en tenien cinc o més. 96 habitatges disposaven pel capbaix d'una plaça de pàrquing. A 43 habitatges hi havia un automòbil i a 71 n'hi havia dos o més.

### Piràmide de població
La piràmide de població per edats i sexe el 2009 era:
| Homes | Edats   | Dones |
| ----- | ------- | ----- |
| 0     | 95 o +  | 0     |
| 0     | 90 a 94 | 0     |
| 0     | 85 a 89 | 4     |
| 0     | 80 a 84 | 0     |
| 8     | 75 a 79 | 4     |
| 4     | 70 a 74 | 8     |
| 8     | 65 a 69 | 4     |
| 12    | 60 a 64 | 12    |
| 12    | 55 a 59 | 12    |
| 0     | 50 a 54 | 8     |
| 4     | 45 a 49 | 8     |
| 8     | 40 a 44 | 4     |
| 0     | 35 a 39 | 8     |
| 12    | 30 a 34 | 4     |
| 8     | 25 a 29 | 16    |
| 12    | 20 a 24 | 8     |
| 8     | 15 a 19 | 16    |
| 8     | 10 a 14 | 0     |
| 12    | 5 a 9   | 8     |
| 0     | 0 a 4   | 8     |

## Economia
El 2007 la població en edat de treballar era de 205 persones, 164 eren actives i 41 eren inactives. De les 164 persones actives 154 estaven ocupades (84 homes i 70 dones) i 8 estaven aturades (5 homes i 3 dones). De les 41 persones inactives 16 estaven jubilades, 13 estaven estudiant i 12 estaven classificades com a «altres inactius».

### Ingressos
El 2009 a Grandvelle-et-le-Perrenot hi havia 129 unitats fiscals que integraven 364 persones, la mediana anual d'ingressos fiscals per persona era de 17.561 €.

### Activitats econòmiques
Dels 10 establiments que hi havia el 2007, 1 era d'una empresa de fabricació de material elèctric, 2 d'empreses de fabricació d'altres productes industrials, 3 d'empreses de construcció, 3 d'empreses de transport i 1 d'una empresa classificada com a «altres activitats de serveis».
Dels 4 establiments de servei als particulars que hi havia el 2009, 1 era un taller de reparació d'automòbils i de material agrícola, 1 guixaire pintor, 1 fusteria i 1 empresa de construcció.
L'any 2000 a Grandvelle-et-le-Perrenot hi havia 8 explotacions agrícoles que ocupaven un total de 568 hectàrees.

## Equipaments sanitaris i escolars
El 2009 hi havia una escola elemental integrada dins d'un grup escolar amb les comunes properes formant una escola dispersa.

## Poblacions més properes
El següent diagrama mostra les poblacions més properes.